# 1977년 동계 스페셜 올림픽
제1회 동계 스페셜 올림픽 세계 대회는 1977년 2월 5일부터 2월 11일까지 미국 스팀포트 스프링스에서 열린 스페셜 올림픽이다.